# Association française du rail
Pour les articles homonymes, voir AFRA.
L'Association française du rail (AFRA) est une association et un lobby rassemblant les opérateurs alternatifs au groupe SNCF, dans le transport ferroviaire en France.

## Historique
L’Association française du rail a été créée lors de l'assemblée générale du 18 mars 2009.
Selon ses statuts, elle vise à « la promotion et la défense des intérêts du secteur économique du transport ferroviaire dans un cadre concurrentiel et non discriminatoire de l’activité, qu’il s’agisse du transport de fret ou de voyageurs ».

### Présidents
- mars 2009[4]-mars 2015[5] : Alain Thauvette, directeur général de Euro Cargo Rail (devenu DB Cargo France en 2021)
- avril 2015[5]-mars 2016[6] : Albert Alday, directeur général de Thello (devenu Trenitalia France en 2021)
- mars 2016[6]-septembre 2022[7] : Claude Steinmetz, directeur ferroviaire France de Transdev
- depuis septembre 2022[7] : Alexandre Gallo, PDG de DB Cargo France

### Délégués généraux
- mars 2009[4]-octobre 2009[8] : Didier Leandri
- octobre 2009[8]-août 2016[9] : Jacques Malécot
- août 2016[10]-septembre 2023[3] : Franck Tuffereau
- depuis septembre 2023[3] : Solène Garcin-Berson

### Identité visuelle

Logo de l'AFRA avant 2023[11].
Logo de l'AFRA à partir d'avril 2023[11].

## Membres
L'AFRA regroupe parmi ses membres des opérateurs dans le transport de voyageurs (alternatifs à l'opérateur SNCF Voyageurs), des entreprises spécialisées dans le fret ferroviaire et le transport combiné (alternatives aux activités fret du groupe SNCF), ainsi que des constructeurs, loueurs et mainteneurs de matériel ferroviaire.

## Activité de lobbying
Pour 2022-2023, l'Association française du rail, lobby des concurrents de la SNCF,  déclare à la Haute Autorité pour la transparence de la vie publique exercer des activités de lobbying en France pour un montant compris entre 75 000 et 100 000 euros.